# Папочка
«Па́почка» (англ. Baby Daddy) — американский ситком с Жаном-Люком Билодо в главной роли. Премьера сериала состоялась 20 июня 2012 года на  канале Freeform (в то время назывался ABC Family).
13 мая 2017 года стало известно о завершении сериала после шестого сезона.

## Сюжет
Главный герой сериала, молодой бармен Бен (Жан-Люк Билодо) обнаруживает под дверью квартиры, где он живёт, свою дочь Эмму, которую родила одна из его девушек в результате случайной связи. Бен решает воспитывать Эмму вместе с братом Дэнни (Дерек Телер), соседом по квартире Такером (Тадж Маури) и давней подругой Райли (Челси Кейн), которая втайне влюблена в Бена. Кроме того, свою лепту в воспитание малышки вносит и мать Бена и Дэнни, эксцентричная Бонни (Мелисса Петерман).

## Актёры и персонажи

### Основной состав
- Бенджамин Бон Джови «Бен» Уиллер (Жан-Люк Билодо) — главный персонаж сериала, не знающий, чего хочет от жизни, ему слегка за двадцать, работает барменом. Однажды его бывшая подкидывает ему их дочь Эмму, о существовании которой юноша даже не знал — он решает воспитывать дочь сам[4].
- Такер Таргуд Маршалл Доббс (Тадж Маури) — лучший друг и сосед по квартире Бена. Узнав о переезде Дэнни, отметил всю свою еду в холодильнике. Такер дружелюбен со всеми, если они не едят его еду. Он и Бонни — единственные, кто знают, что Дэнни влюблён в Райли. В начальных эпизодах у Такера есть подружка Ванесса, которая становится предметом постоянных шуток, хотя никогда не появляется в кадре[5].
- Дэниел Мелленкамп «Дэнни» Уиллер (Дерек Телер) — старший брат Бена, звезда профессионального хоккея. Переезжает жить к брату, когда начал играть за команду «Рейнджерс». Является образцом для подражания для Бена. Он единственный, кто в курсе влюблённости Райли в Бена, но девушка просит никому об этом не говорить. Между героями возникают неловкие моменты, так как Райли постоянно рассказывает Дэнни о своих чувствах к Бену, не подозревая, что Дэнни сам в неё влюблён[6].
- Бонни Уиллер (Мелисса Петерман) — мать Бена и Дэнни. Хотела быть моделью, но так и не смогла привести себя в форму после рождения Дэнни. Считает, что Бен не готов воспитывать ребёнка в одиночку[7].
- Райли Перрин (Челси Кейн) — лучшая подруга Бена и Дэнни ещё со школьных времён. В детстве она была невероятно толстой, но похудела. Влюблена в Бена, который не знает о её чувствах, и не догадывается, что Дэнни к ней неравнодушен[8].

### Второстепенный состав
- Эмма Уиллер — трёхмесячная дочь Бена от бывшей девушки Анджелы. Роль Эммы во всех сезонах исполняли разные близнецы.

- Али Луиз и Сюзанна Аллан Хартман (Сезон 1)
- Мила и Зои Беск (Сезон 2)
- Эмбер и Харпер Хьюсак (Сезон 3)
- Сура и Кайли Харрис (Сезоны 4—6)

- Доктор Эми Шоу (Лейси Шабер)
- Фитч Дуглас (Мэтт Даллас)
- Брэд (Питер Порт)
- Филип Фэрлоу (Кристофер О’Ши)
- Джорджи Фэрлоу (Мэллори Дженсен)
- Анджела (Мими Джианопулос) — мать Эммы и бывшая девушка Бена.
- Меган (Грейс Фиппс)
- Рэй Уиллер (Грегори Гранберг) — отец Бена и Дэнни, бывший муж Бонни. Ушёл от Бонни к мужчине по имени Стив (Роберт Гант).
- Стэнли Дексенберри (Тим Бэгли)

## Эпизоды
| Сезон | Сезон | Эпизоды | Эпизоды | Оригинальная дата показа | Оригинальная дата показа |
| Сезон | Сезон | Эпизоды | Эпизоды | Премьера сезона          | Финал сезона             |
| ----- | ----- | ------- | ------- | ------------------------ | ------------------------ |
|       | 1     | 10      | 10      | 20 июня 2012             | 29 августа 2012          |
|       | 2     | 16      | 16      | 29 мая 2013              | 11 декабря 2013          |
|       | 3     | 21      | 21      | 15 января 2014           | 18 июня 2014             |
|       | 4     | 22      | 22      | 22 октября 2014          | 5 августа 2015           |
|       | 5     | 20      | 20      | 3 февраля 2016           | 3 августа 2016           |
|       | 6     | 11      | 11      | 13 марта 2017            | 22 мая 2017              |

## Разработка и производство
Сериал получил «зелёный свет» 2 февраля 2012 года, а съёмки начались 28 марта 2012 года. Премьера состоялась 20 июня 2012 года.
17 августа 2012 года сериал продлили на второй сезон, премьера которого состоялась 29 мая 2013 года. 22 марта 2013 года, за два месяца до премьеры второго сезона, канал объявил о продлении шоу на третий сезон,, премьера которого состоялась 15 января 2014 года.
17 марта 2014 года шоу было продлено на четвёртый сезон, премьера которого состоялась 22 октября 2014 года со специальной Хэллоуинской серией. 27 февраля 2015 года сериал был продлён на пятый сезон, премьера которого состоялась 3 февраля 2016 года. 27 июня 2016 года сериал был продлён на шестой сезон.

## Реакция

### Критика
На сайте Metacritic сериал набрал 51 балл из 100. Джессика Шоу из «Entertainment Weekly» отметила, что в «сериале много свежих шуток» и присвоила шоу 75 баллов из 100. Брайан Лоури из «Variety» в своём негативном пишет: «Канал не пытается изобрести ситком — он снимает ровно так, чтобы его можно было сносно посмотреть». Мэри МакНамара из «The Los Angeles Times» отмечает, что историй о взрослении молодых родителей было снято достаточно, «и шоу в её изложении не продвинулось ни на дюйм — оно даже и не пытается это делать».

### Премии
В 2012 году Жана-Люка Билодо и Челси Кейн выдвигали на премию «Teen Choice Awards» в номинациях «Летний выбор ТВ», актёр и актриса, соответственно.